# Grevillea ilicifolia
Grevillea ilicifolia, comúnmente conocida como "holly greville", es una planta del género Grevillea. Es originaria de Australia.

## Descripción
Es un arbusto postrado a erecto que alcanza un tamaño de 0,3-2,0 m de altura, y 3 m de ancho. Las hojas son muy variables, de 2-11 cm de largo, 25-60  mm de ancho, ovadas a obovadas a grandes rasgos, a menudo marcadamente cuneadas en la mitad basal, con varios dientes triangulares (algunos secundarios), o ligeramente a la profundamente lobuladas de primer o segundo orden, rara vez enteras y elípticas. La inflorescencia erecta a curvada con raquis floral de 20-50 mm de largo. Perianto de color verde a crema,  el estilo de rosa a rojo, amarillo naranja, de vez en cuando, o pálido, con una punta de color verde.  Folículo 10.5-16.5 mm de largo,

## Taxonomía
Grevillea ilicifolia fue descrita por Robert Brown y publicado en Supplementum primum prodromi florae Novae Hollandiae 21. 1830.
Etimología
Grevillea, el nombre del género fue nombrado en honor de Charles Francis Greville, cofundador de la Royal Horticultural Society.
ilicifolia: epíteto latíno que significa "con las hojas de Ilex"
Sinonimia
- Anadenia ilicifolia R.Br.
- Grevillea lobata var. sturtii Meisn.
- Grevillea approximata Gand.
- Grevillea behrii Schltdl.
- Grevillea dumetorum Meisn.
- Grevillea lobata F.Muell.[5]